# ザ・ツタンカーメンズ
ザ・ツタンカーメンズは、よしもとクリエイティブ・エージェンシー所属のお笑いコンビ。baseよしもとを中心に活動していた。大阪NSC25期生。2010年11月解散。

## メンバー
ポピー藤原（本名：藤原 承平、1977年12月29日 - ）
- 三重県出身。身長179cm。体重76kg。血液型B型。靴のサイズ28cm。
- 解散後は「POØPY藤原」としてピン芸人になる。よしもとクリエイティブ・エージェンシー大阪に所属していたが、2015年からはフリー。
- 金属バットの友保隼平に「尊敬する芸人」として名前を出されたことがある（ただしボケであり、本気ではない）[2]。

ナゲット村井（本名：村井 寛規、1982年11月30日 - ）
- 奈良県出身。身長167cm。体重60kg。血液型A型。靴のサイズ27cm。
- 2011年からは『ローズヒップファニーファニー』を結成してサンミュージックプロダクションで活動。

## 出演番組
- しゅんげー!ベスト10（朝日放送）第36位
- マヨブラ流（読売テレビ）コレくる！芸人
- あらびき団（TBSテレビ、2009年11月4日）

## 出演ライブ・イベント
- キタイ花ん(第64回・第65回優勝)
- 不法ポリス
- ベンツ
- 爆笑ドラゴンボール亭